# La lycéenne a grandi
Série
La lycéenne découvre l'amour
(1974) À nous les lycéennes
(1975)
Pour plus de détails, voir Fiche technique et Distribution.
La lycéenne a grandi (Quella età maliziosa) est un film dramatique et érotique italien de 1975 co-écrit et réalisé par Silvio Amadio, avec  Nino Castelnuovo et Gloria Guida .

## Synopsis
Napoleone (Nino Castelnuovo) est un artiste qui s'ennuie dans sa vie de couple et postule pour travailler comme jardinier dans un manoir. En route pour l'île d'Elbe, il rencontre une adolescente Paola (Gloria Guida) qui tente de le séduire et lorsqu'il arrive au manoir, il apprend qu'elle est la fille de ses employeurs (Anita Sanders) et son beau-père (Silvio Amadio). La mère est attirée par Napoleone mais celui-ci ressent une affection pour Paola et sa passion finit par se transformer en violence envers un pêcheur mentalement dérangé (Mimmo Palmara) qui courtise Paola.

## Notice technique
- Titre en français : La lycéenne a grandi[2]
- Titre original : Quella età maliziosa
- Réalisation : Silvio Amadio
- Scenario :	Piero Regnoli, Silvio Amadio
- Maison de production  : Domizia Cinematografica
- Photographie :	Antonio Maccoppi
- Montage :	Carlo Broglio
- Musique : Roberto Pregadio
- Décors : Saverio D'Eugenio
- Costumes :	Valeria Valenza
- Pays de production :  Italie
- Langue originale : Italien
- Format : Couleurs - 1,85:1 - Son mono - 35 mm
- Durée : 87 min
- Genre : Drame, érotique
- Interdit aux moins de 12 ans. Visa CNC 54513
- Dates de sortie :
  - Italie : 11 mars 1975
  - France : 23 décembre 1981[2]

## Distribution
- Gloria Guida : Paola
- Nino Castelnuovo : Napoléon
- Anita Sanders : la mère de Paola
- Mimmo Palmara : pêcheur
- Andrea Aureli : Adolfo, l'écrivain
- Mario Garriba

## SérieLa Lycéenne
- 1973 : La lycéenne découvre l'amour (La ragazzina) de Mario Imperoli
- 1975 : La lycéenne a grandi (Quella età maliziosa) de Silvio Amadio
- 1975 : À nous les lycéennes (La liceale) de Michele Massimo Tarantini
- 1976 : La lycéenne se marie (Scandalo in famiglia) de Marcello Andrei
- 1978 : Les lycéennes redoublent (La liceale nella classe dei ripetenti) de Mariano Laurenti
- 1979 : La lycéenne est dans les vaps (La liceale, il diavolo e l'acquasanta) de Nando Cicero
- 1979 : La lycéenne séduit ses professeurs (La liceale seduce i professori) de Mariano Laurenti
- 1981 : La lycéenne fait de l'œil au proviseur (La ripetente fa l'occhietto al preside) de Mariano Laurenti
- 1982 : La Lycéenne et les Fantômes (La casa stregata) de Bruno Corbucci